# 아이자와 다카시
아이자와 다카시(일본어: 相澤 貴志, 1982년 1월 5일 ~ )는 일본의 전 축구 선수이다.

## 구단 경력
그는 2000년부터 2017년까지 J리그의 가와사키 프론탈레, 세레소 오사카, FC 마치다 젤비아, 시미즈 에스펄스, 도쿠시마 보르티스에서 활동하였다.